# Баллирон

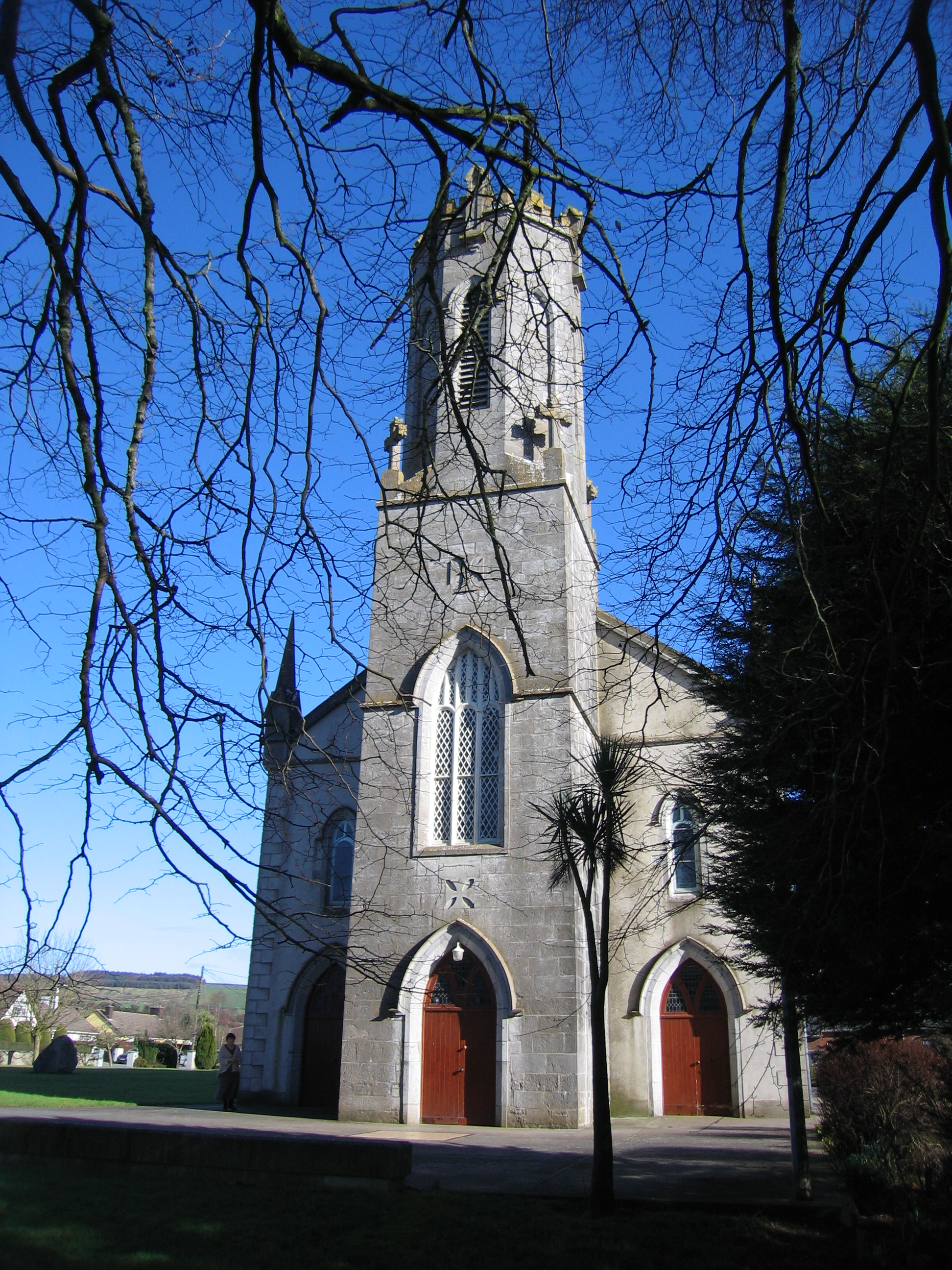
Церковь в Баллироне

Баллирон (англ. Ballyroan; ирл. Baile Átha an Róine) — деревня в Ирландии, находится в графстве Лиишь (провинция Ленстер).

## Демография
Население — 189 человек (по переписи 2006 года). В 2002 году население составляло 142 человек.
Данные переписи 2006 года:
| Общие демографические показатели |               |                               |                               |      |      |
| Всё население                    | Всё население | Изменения населения 2002—2006 | Изменения населения 2002—2006 | 2006 | 2006 |
| 2002                             | 2006          | чел.                          | %                             | муж. | жен. |
| 142                              | 189           | 47                            | 33,1                          | 100  | 89   |